# راشد الشمراني
راشد الشمراني (1 فبراير 1960 -)، ممثل سعودي.

## عن حياته

### التعليم
- حصل على الدكتوراه في علم النفس من جامعة محمد الخامس في المغرب عام 2005م.[1]

### العمل
- عمل أخصائياً نفسياً. وبحكم أن والده كان عسكرياً فقد تنقّل ما بين عنيزة، تبوك، الطائف، الخرج، الرياض، وأخيراً قرية باشوت في سبت العلايا، بدايته مع المجال الفني حينما كان طالباً في متوسطة السيح بمحافظة الخرج وأدّى مونولوجاً عن أضرار التدخين، وبعدها خاض تجربة البطولة حينما كان طالباً في الثالث متوسط في متوسطة الأبناء بمدينة تبوك، بعدها انتقل إلى الرياض ليدرس في جامعة الملك سعود وتعرّف على العديد من الممثلين منهم الممثل بكر الشدي. كما خاض تجربة الإخراج.
- في 7 مارس 2024م عُين عضواً في مجلس إدار هيئة المسرح والفنون الأدائية.[2]

## أعماله

### من المسرحيات
- الكرمانية (1981).[3]
- مع الخيل يا عربان (1985).[4]
- تحت الكراسي (1985).
- التائه (1984).
- عودة حمود ومحيميد (1988).
- ولد الديرة (1989).[4]
- مع الخيل يا عربان (شارك في مسرح الشباب الخليجي الأول عام 1985 في الكويت).
- عويس التاسع عشر (شارك في مهرجان دمشق المسرحي العاشر 1987 ومهرجان القاهرة الدولي التجريبي الأول 1989).
- ابن زريق ليمتد (شارك في مهرجان دمشق المسرحي الحادي عشر 1989).
- قرموش وطرطوش (1992).
- سيلي مان خاطر ديك البحر (شارك في مهرجان القاهرة للمسرح التجريبي ومهرجان قرطاج الدولي عام 1994 وفازت بالجائزة الخاصة بلجنة التحكيم الدولية).
- العقد.
- قطع غيار مع سعد الفرج . و غانم الصالح.و محمد الطويان من ضمن مهرجان أبها السياحي (1999)
- الذيب في القليب مع ناصر القصبي أثناء إحدى فعاليات موسم الرياض (2019).[5]
- طار بالعجة (2022).[4]
- معلقاتنا امتداد أمجاد (2023).[6]

### من المسلسلات
- الوسيط (1985).
- عودة عصويد (1985).
- حمود ومحيميد - سهرة تلفزيونية (1987).
- من غير ليش - سهرة تلفزيونية 1989).
- أبو مشعاب (1992).
- حكايات حكيم الزمان (1993).
- بعض الناس (1993).
- الغربال (1993).
- إعلان براءة - سهرة تلفزيونية (1997).
- خذ وهات (1997).[7]
- إلى من يهمة الأمر (1997).[8]
- طاش ما طاش، ج5 (1997)، ج6 (1998)، ج8 (2000)، ج12 (2004).
- الحاسة السادسة (1997).
- قلوب خرساء (1999).[9]
- شوية ملح (2002).
- خطوات على الجبال (2003).[10]
- فارس بني مروان (2004).[11]
- خلف خلاف (2000).
- خذ وخل (2006).
- بيني وبينك - مكون من 4 أجزاء (2007م)، (2008)، (2009)، (2010).
- مزنة آند فاميلي (2008).
- جاري يا حمودة (2008).[12]
- المقطار (2008).
- سعالي المدير (2009)[13]
- الخادمة (2009).
- قول في الثمانينات (2011).
- ماشي (2011).
- من الآخر (2012).
- كلام الناس (2012).
- خميس بن جمعة (2014).
- لهفة (2015) [ضيف شرف].[14]
- سبعة (2015).[14]
- غرابيب سود (2017).
- شير شات (2018).
- سريع سريع (2019).
- استديو المشاهير (2019).[15]
- الميراث (2020).
- أوريم (2020).
- مخرج 7 (2020).
- ممنوع التجول (2021).
- مشراق (2022).
- طاش العودة (2023).
- برودكات (2023).[16]
- كرمال الولد (2024).[17]
- الزافر (2025).[18]

### الأفلام
- صباح الليل (2008).
- الكهف (2008).[19]

### الإذاعة
- خيوط الشمس [مسلسل إذاعي] (2017).[20]

### الإخراج
- أخرج المشاهد المسرحية ضمن أوبريت مهرجان الجنادرية في مئوية تأسيس المملكة العربية السعودية فارس التوحيد للمؤلف والشاعر الأمير بدر بن عبد المحسن.
- مسرحية سيلي مان خاطر.
- مسرحية ديك البحر (حصلت على الجائزة الخاصة بِلجنة التحكيم الدولية عام 1994 بمهرجان قرطاج الدولي للمسرح (تأليف وإخراج) وفي مهرجان القاهرة الدولي للمسرح التجريبي 1994 وحصلت على شهادة تكريم من إذاعة صوت العرب بالقاهرة).

### الكتابة
- مسرحية الرجل الذي غدا ملح (2000).
- فيلم صباح الليل (2008).[21]

## روابط خارجية
- راشد الشمراني على موقع IMDb (الإنجليزية)
- راشد الشمراني على موقع قاعدة بيانات الأفلام العربية